# Antoni Murawski
Antoni Murawski (ur. 13 września 1895 w Sztabinie, zm. 1943) – sierżant Wojska Polskiego, działacz niepodległościowy, kawaler Orderu Virtuti Militari.

## Życiorys
Urodził się 13 września 1895 w Sztabinie, w ówczesnym powiecie augustowskim guberni suwalskiej, w rodzinie Stanisława i Marianny z Rusiewiczów. W latach 1905–1910 uczęszczał do szkoły powszechnej w Sztabinie.
Od 15 kwietnia 1919 jako ochotnik w 41 pułku piechoty, z którym walczył pod Kijowem, Grodnem, Lidą, Sejnami. Odznaczony za atak na Skorodno 22 czerwca 1920 Orderem Virtuti Militari. 21 grudnia 1921 został bezterminowo urlopowany z wojska.
W rodzinnej miejscowości prowadził sklep z tytoniem i dział społecznie w Związku Strzeleckim, Bezpartyjnym Bloku Współpracy z Rządem (skarbnik), Ochotniczej Straży Ogniowej i Kółku Rolniczym.
Po agresji ZSSR ukrywał się, poszukiwany przez NKWD. W czerwcu bądż lipcu 1943 w Augustowie bądż w innym nieznanym miejscu został rozstrzelany razem z czterema innymi mieszkańcami Sztabina: Wiktorem Bradczykiem, Marią Walio, Konradem Wiśniewskim i Antonim Zydkowskim (Zyskowskim), a ich zwłoki zostały zakopane w miejscu zbrodni.
22 stycznia 1922 ożenił się z Zofią Czerobską (ur. 1900), z którą miał sześcioro dzieci. 

## Ordery i odznaczenia
- Krzyż Srebrny Orderu Wojskowego Virtuti Militari nr 824 – 29 grudnia 1920[9][10][3][11]
- Krzyż Niepodległości – 24 maja 1932 „za pracę w dziele odzyskania niepodległości”[12][2][13][3]